# Anastasios

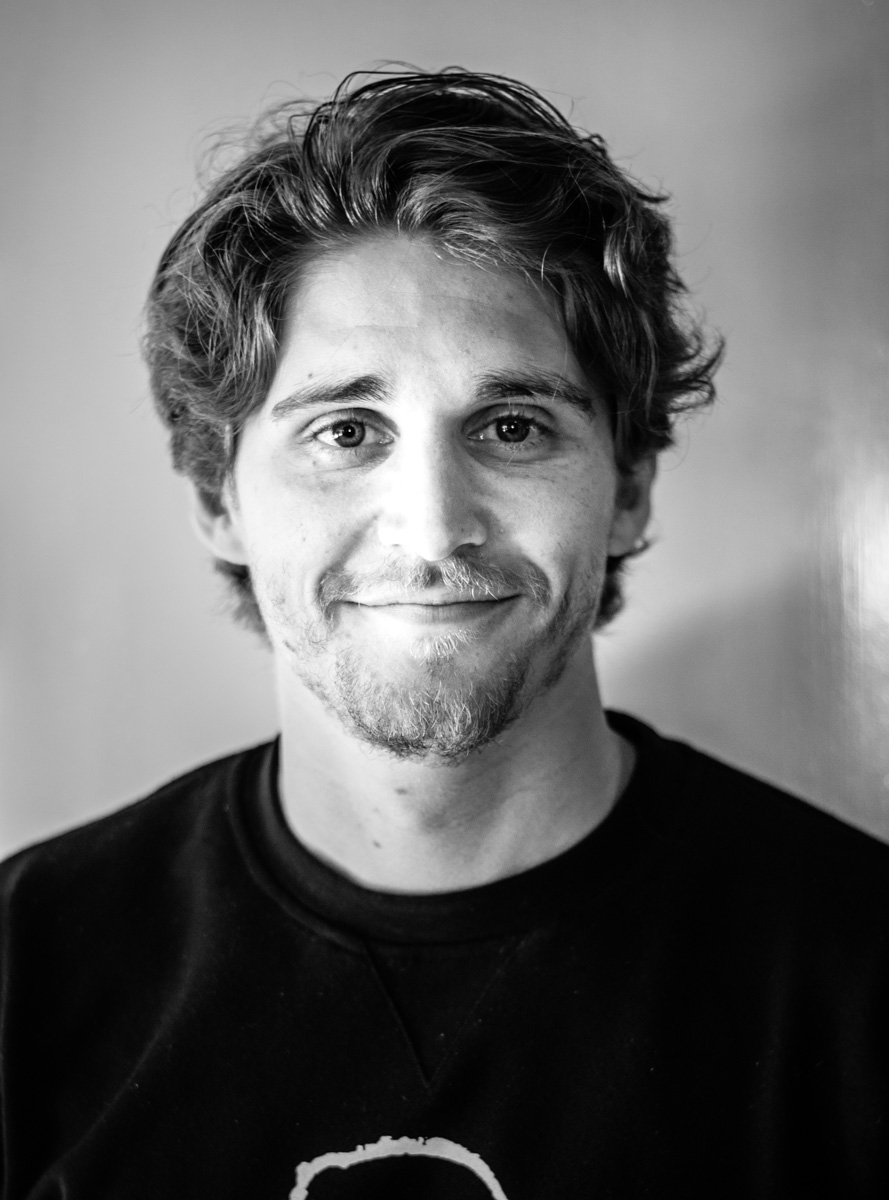
Anastasios Soulis, 2015.

Anastasios (grekiska: Αναστάσιος; latin: Anastasius) är ett mansnamn som ursprungligen kommer från Grekland. Namnet har sin rot i det grekiska ordet Anastasis (grekiska: Ανάστασης) vilket betyder återuppståndelse. Bägge namn firas i samband med Jesus återuppståndelse enligt den grekisk-ortodoxa namnsdags- och högtidskalendern. Anestis (man), Tassos (man), samt Natassa (kvinna) är vanliga förkortningar av namnet. Förr döptes man alltid med det fullständiga namnet Anastasios (man) eller Anastasia (kvinna) men idag är det accepterat att döpas efter förkortningen.
Den 31 december 2008 fanns det totalt 182 personer i Sverige med namnet, varav 149 med det som tilltalsnamn. 

## Kända personer med namnet Anastasios
- Anastasius, kristen martyr år 304
- Anastasios I, bysantinsk kejsare
- Anastasios II, bysantinsk kejsare
- Anastasius I, påve
- Anastasius II, påve
- Anastasius III, påve
- Anastasius IV, påve
- Anastasius Bibliothecarius, motpåve
- Anastasios Mitropoulos, grekisk fotbollsspelare och politiker
- Anastasios Soulis, svensk skådespelare
- Anastasios "Tasso" Stafilidis, svensk fd riksdagspolitiker (Vp) och skådespelare

## Extrena länkar
- Wikimedia Commons har media som rör Anastasios.